# Primal (série télévisée d'animation)
 (décembre 2022).
La mise en forme du texte ne suit pas les recommandations de Wikipédia : il faut le « wikifier ».
Les points d'amélioration suivants sont les cas les plus fréquents. Le détail des points à revoir est peut-être précisé sur la page de discussion.
- Les titres sont pré-formatés par le logiciel. Ils ne sont ni en capitales, ni en gras.
- Le texte ne doit pas être écrit en capitales (les noms de famille non plus), ni en gras, ni en italique, ni en « petit »…
- Le gras n'est utilisé que pour surligner le titre de l'article dans l'introduction, une seule fois.
- L'italique est rarement utilisé : mots en langue étrangère, titres d'œuvres, noms de bateaux, etc.
- Les citations ne sont pas en italique mais en corps de texte normal. Elles sont entourées par des guillemets français : « et ».
- Les listes à puces sont à éviter, des paragraphes rédigés étant largement préférés. Les tableaux sont à réserver à la présentation de données structurées (résultats, etc.).
- Les appels de note de bas de page (petits chiffres en exposant, introduits par l'outil «  Source ») sont à placer entre la fin de phrase et le point final[comme ça].
- Les liens internes (vers d'autres articles de Wikipédia) sont à choisir avec parcimonie. Créez des liens vers des articles approfondissant le sujet. Les termes génériques sans rapport avec le sujet sont à éviter, ainsi que les répétitions de liens vers un même terme.
- Les liens externes sont à placer uniquement dans une section « Liens externes », à la fin de l'article. Ces liens sont à choisir avec parcimonie suivant les règles définies. Si un lien sert de source à l'article, son insertion dans le texte est à faire par les notes de bas de page.
- La présentation des références doit suivre les conventions bibliographiques. Il est recommandé d'utiliser les modèles {{Ouvrage}}, {{Chapitre}}, {{Article}}, {{Lien web}} et/ou {{Bibliographie}}. Le mode d'édition visuel peut mettre en forme automatiquement les références.
- Insérer une infobox (cadre d'informations à droite) n'est pas obligatoire pour parachever la mise en page.

Pour une aide détaillée, merci de consulter Aide:Wikification.
Si vous pensez que ces points ont été résolus, vous pouvez retirer ce bandeau et améliorer la mise en forme d'un autre article.
Pour l’article homonyme, voir Primal.
Primal (également connu comme Genndy Tartakovsky’s Primal en anglais) est une série télévisée d'animation pour adultes américaine-canadienne créée et réalisée par Genndy Tartakovsky, fabriquée par le studio français La Cachette et diffusée sur Adult Swim depuis octobre 2019. Primal se déroule dans une préhistoire anachronique, dans laquelle dinosaures et hommes préhistoriques coexistent. De nombreux éléments de fantaisie, d' horreur, d' action et d' aventure viennent ponctuer l'histoire. La première saison comporte 10 épisodes, diffusés en deux parties, les cinq premiers quotidiennement du 8 au 12 octobre 2019, puis hebdomadairement chaque dimanche du 4 octobre au 1er novembre 2020. La série a été renouvelée en août 2020 pour 10 nouveaux épisodes,, dont la diffusion a démarré le 22 juillet 2022 et s'est achevée le 16 septembre de la même année, à raison d'un épisode chaque vendredi excepté le premier où les épisodes 1 et 2 ont été diffusés l'un à la suite de l'autre. L'épisode final de cette deuxième saison clôt l'arc narratif autour de ses protagonistes principaux, Spear et Fang. Le créateur Genndy Tartakovsky a confirmé que Primal deviendra, à partir de la troisième saison à venir, une série d'anthologie.
La série est 
Acclamée par la critique, avec notamment de nombreuses éloges louant la qualité de l'animation, de la narration, de la musique et du montage, la série a remporté en 2020 et 2021 plusieurs Creative Arts Emmy Awards.

## Synopsis
Dans un univers préhistorique anachronique et fantastique, la série met en scène les liens d'amitié improbable qui se tissent entre un homme des cavernes nommé Spear et une femelle Tyrannosaurus rex nommée Fang dont l'espèce est sur le point de s'éteindre, alors qu'ils luttent pour survivre dans un monde primaire et violent, peuplé d'espèces préhistoriques ou fantastiques et de diverses tribus d'hominidés. 

## Personnages

### Principaux
- Spear (voix originale: Aaron LaPlante ; Noah Bentley (jeune)) - Un homme de Néandertal dont la compagne et les deux enfants sont attaqués et dévorés par une meute de tyrannosaures à cornes. Bien qu'il surmonte son envie initiale de se suicider, Spear apprend toujours à faire face à la perte. Finalement, il développe un lien profond avec Fang et est prêt à faire n'importe quel sacrifice personnel pour la protéger.
- Fang - Une femelle Tyrannosaurus rex dont les nouveau-nés sont tués par la même meute de Tyrannosaures à cornes qui a tué la famille de Spear. Contrairement à Spear, qui est toujours traumatisé et qui fait face à la perte de ses proches, Fang est capable de faire face au sien beaucoup plus rapidement. Au départ, elle tente d'affirmer sa domination sur Spear mais finit par apprendre qu'il est beaucoup plus sain de travailler en partenariat qu'avec une mentalité de meute et est prête à tout pour assurer sa survie.
- Mira (voix originale: Laëtitia Eïdo) - Une humaine arabophone vertueuse. Asservie et marquée d'un symbole de scorpion par un clan viking, Mira s'échappe et rencontre Spear et Fang, qui deviennent ses nouveaux amis et compagnons. Elle s'avère très capable avec le tir à l' arc, les lances, les haches, la menuiserie, le pilotage et la cuisine. (saison 2 ; invité : saison 1)
- Charles (voix originale: Jacob Dudman) - Un scientifique et membre de la Société historique qui théorise sur la corrélation entre l'homme primitif et moderne. (" La théorie primale ")
- Darlington (voix originale: Jeremy Crutchley) - Un scientifique anglais et ancien champion de boxe dont le manoir accueille une société historique de scientifiques. ("La théorie primale")

### Récurrents

#### Saison 1
- Famille de Spear - La compagne, le fils et la fille de Spear qui ont été mangés par une meute de tyrannosaures à cornes dans le premier épisode, mais réapparaissent à travers des visions et des flashbacks durant la série.
- La première couvée de Fang - Les deux premiers nouveau-nés de Fang. Comme la famille de Spear, ils ont été mangés dans le premier épisode, mais réapparaissent à travers des visions et des flashbacks à travers la série.

#### Saison 2
- Le chef (voix originale: Fred Tatasciore) - Le chef de la tribu viking responsable de l'enlèvement du peuple de Mira. Il cherche bientôt à se venger de Spear et Fang pour avoir décimé sa tribu. Après la mort d'Eldar, le chef est transformé en un géant monstrueux et ardent par l'entité démoniaque afin de tuer Spear et Fang en échange de l'âme d'Eldar.
- Eldar (voix originale: Fred Tatasciore) - Le fils aîné du chef. Il rejoint son père dans leur quête de vengeance contre Spear et Fang pour la destruction de leur tribu.
- Entité démoniaque - Le seigneur des enfers ardents qui conclut un accord avec le chef pour qu'il tue Spear et Fang et lui apporte leurs âmes en échange de l'âme d'Eldar.
- Ima (voix originale: Amina Koroma) - Une reine égyptienne tyrannique et impitoyable qui réside dans un grand navire de la ville appelé le Colosseus rempli de ses guerriers et esclaves qu'elle utilise pour piller et piller d'autres royaumes.
- Kamau (voix originale: Imari Williams) - Un homme africain géant qui, bien que naturellement pacifique, est également extrêmement fort et a été asservi par Ima avec sa tribu de taille similaire. Il est révélé qu'Ima tient sa fille Amal en otage, ce qui lui sert de levier pour le forcer à lui obéir.
- Amal (voix originale: Hillary Hawkins) - la fille de Kamau.
- La deuxième couvée de Fang - La deuxième série de nouveau-nés de Fang qui sont nés après son accouplement avec un Tyrannosaurus nommé Red. Alors que l'un a été tué avant l'éclosion, les deux autres vivent jusqu'à l'âge adulte.

## Épisodes

### Diffusion
| Saison | Épisodes | Épisodes | Diffusion originale | Diffusion originale |
| Saison | Épisodes | Épisodes | Début de diffusion  | Fin de diffusion    |
| ------ | -------- | -------- | ------------------- | ------------------- |
| 1      | 10       | 5        | 8 octobre 2019      | 12 octobre 2019     |
| 1      | 10       | 5        | 4 octobre 2020      | 1er novembre 2020   |
| 2      | 10       | 10       | 22 juillet 2022     | 16 septembre 2022   |

### Saison 1 (2019-2020)
| N° | #  | Diffusion originale | Diffusion originale | Titre original              | Titre français               |
| N° | #  | États-Unis          | France              | Titre original              | Titre français               |
| -- | -- | ------------------- | ------------------- | --------------------------- | ---------------------------- |
| 1  | 1  |                     |                     | Spear and Fang              | Lance et Croc                |
| 2  | 2  |                     |                     | River of Snakes             | Une rivière de serpents      |
| 3  | 3  |                     |                     | A Cold Death                | Une mort froide              |
| 4  | 4  |                     |                     | Terror Under the Blood Moon | Terreur sous la lune de sang |
| 5  | 5  |                     |                     | Rage of the Ape-Men         | La Rage des hommes-singes    |
| 6  | 6  |                     |                     | Scent of Prey               | L'Odeur de la proie          |
| 7  | 7  |                     |                     | Plague of Madness           | Épidémie de folie            |
| 8  | 8  |                     |                     | Coven of the Damned         | Le Clan des damnés           |
| 9  | 9  |                     |                     | The Night Feeder            | Faim nocturne                |
| 10 | 10 |                     |                     | Slave of the Scorpion       | L'Esclave du scorpion        |

### Saison 2 (2022)
| N° | #  | Diffusion originale | Diffusion originale | Titre original           | Titre français            |
| N° | #  | États-Unis          | France              | Titre original           | Titre français            |
| -- | -- | ------------------- | ------------------- | ------------------------ | ------------------------- |
| 11 | 1  |                     |                     | Sea of Despair           | La Mer du désespoir       |
| 12 | 2  |                     |                     | Shadow of Fate           | L'Ombre du destin         |
| 13 | 3  |                     |                     | Dawn of Man              | L'Aube de l'humanité      |
| 14 | 4  |                     |                     | The Red Mist             | Le Brouillard rouge       |
| 15 | 5  |                     |                     | The Primal Theory        | Le Théorie primale        |
| 16 | 6  |                     |                     | Vidarr                   | Vidarr                    |
| 17 | 7  |                     |                     | The Colossaeus, Part I   | Le Colossaeus, partie I   |
| 18 | 8  |                     |                     | The Colossaeus, Part II  | Le Colossaeus, partie II  |
| 19 | 9  |                     |                     | The Colossaeus, Part III | Le Colossaeus, partie III |
| 20 | 10 |                     |                     | Echoes of Eternity       | Les Échos de l'éternité   |

## Clins d'œil
L'univers de la série se veut grandement inspiré des pulps américains, et notamment des nouvelles de Robert E. Howard, par le mélange anachronique d'animaux préhistoriques et de civilisations antiques et médiévales. Une inspiration qui se retrouve jusque dans les noms des protagonistes, Spear et Fang ("Lance et Croc") qui n'est autre que le titre de la première nouvelle publiée par l'auteur de Conan, en 1921, et se situant justement à la Préhistoire.

## Avenir
Après l'épisode final de la deuxième saison "Echoes of Eternity " diffusée le 16 septembre 2022, Genndy Tartakovsky a confirmé que si l'histoire de Spear et Fang était officiellement conclue, il formulait une troisième saison pour la série en mettant l'accent sur de nouveaux personnages, dans l'intention de Primal à devenir une série d'anthologie, inspirée de l'épisode autonome de la deuxième saison " The Primal Theory ". Bien qu'aucune date de sortie officielle n'ait été annoncée, Tartakovsky a déclaré qu'il avait l'intention de développer la saison après avoir terminé son travail sur Fixed de New Line Cinema.